# Paris Masters 2016 - Qualificazioni singolare
Le qualificazioni del singolare del Paris Masters 2016 sono state un torneo di tennis preliminare per accedere alla fase finale della manifestazione. I vincitori dell'ultimo turno sono entrati di diritto nel tabellone principale. In caso di ritiro di uno o più giocatori aventi diritto a questi sono subentrati i lucky loser, ossia i giocatori che hanno perso nell'ultimo turno ma che avevano una classifica più alta rispetto agli altri partecipanti che avevano comunque perso nel turno finale.

## Teste di serie
1. Mikhail Youzhny (primo turno)
2. Daniel Evans (ritirato)
3. Malek Jaziri (ultimo turno)
4. Karen Khachanov (ritirato)
5. Robin Haase (qualificato)
6. Dustin Brown (ultimo turno)

1. Taylor Fritz (primo turno)
2. Dušan Lajović (qualificato)
3. Íñigo Cervantes (primo turno)
4. Adam Pavlásek (primo turno)
5. Andreas Seppi (qualificato)
6. Yūichi Sugita (primo turno)

## Qualificati
1. Pierre-Hugues Herbert
2. Andreas Seppi
3. Dušan Lajović

1. Jan-Lennard Struff
2. Robin Haase
3. Julien Benneteau

## Tabellone

### Legenda
| - Q = Qualificato - WC = Wild card - LL = Lucky loser | - ALT = Alternate - SE = Special Exempt - PR = Protected Ranking | - w/o = Walkover - r = Ritirato - d = Squalificato |

### Sezione 1
|  | Primo turno | Primo turno           | Primo turno | Primo turno | Primo turno |  |  | Ultimo turno          | Ultimo turno          | Ultimo turno | Ultimo turno | Ultimo turno |  |
|  |             |                       |             |             |             |  |  |                       |                       |              |              |              |  |
|  | 1           | Mikhail Youzhny       | 6           | 2           | 2           |  |  |                       |                       |              |              |              |  |
|  |             | Pierre-Hugues Herbert | 4           | 6           | 6           |  |  | Pierre-Hugues Herbert | Pierre-Hugues Herbert | 6            | 1            |              |  |
|  |             | Ryan Harrison         | 7           | 4           | 6           |  |  | Ryan Harrison         | Ryan Harrison         | 2            | 0            | r            |  |
|  | 7           | Taylor Fritz          | 64          | 6           | 3           |  |  |                       |                       |              |              |              |  |

### Sezione 2
|  | Primo turno | Primo turno       | Primo turno       | Primo turno | Primo turno |  |  | Ultimo turno | Ultimo turno  | Ultimo turno  | Ultimo turno | Ultimo turno |  |
|  |             |                   |                   |             |             |  |  |              |               |               |              |              |  |
|  | Alt         | Vasek Pospisil    | 65                | 6           | 67          |  |  |              |               |               |              |              |  |
|  |             | Lukáš Rosol       | 7                 | 4           | 7           |  |  |              | Lukáš Rosol   | Lukáš Rosol   | 1            | 4            |  |
|  |             | Ričardas Berankis | Ričardas Berankis | 3           | 2           |  |  | 11           | Andreas Seppi | Andreas Seppi | 6            | 6            |  |
|  | 11          | Andreas Seppi     | Andreas Seppi     | 6           | 6           |  |  |              |               |               |              |              |  |

### Sezione 3
|  | Primo turno | Primo turno    | Primo turno | Primo turno | Primo turno |  |  | Ultimo turno | Ultimo turno  | Ultimo turno  | Ultimo turno | Ultimo turno |  |
|  |             |                |             |             |             |  |  |              |               |               |              |              |  |
|  | 3           | Malek Jaziri   | 5           | 7           | 6           |  |  |              |               |               |              |              |  |
|  | WC          | Quentin Halys  | 7           | 6(1)        | 4           |  |  | 3            | Malek Jaziri  | Malek Jaziri  | 3            | 4            |  |
|  | WC          | Vincent Millot | 6           | 4           | 5           |  |  | 8            | Dušan Lajović | Dušan Lajović | 6            | 6            |  |
|  | 8           | Dušan Lajović  | 4           | 6           | 7           |  |  |              |               |               |              |              |  |

### Sezione 4
|  | Primo turno | Primo turno        | Primo turno        | Primo turno | Primo turno |  |  | Ultimo turno       | Ultimo turno       | Ultimo turno       | Ultimo turno | Ultimo turno |  |
|  |             |                    |                    |             |             |  |  |                    |                    |                    |              |              |  |
|  | Alt         | Marco Chiudinelli  | Marco Chiudinelli  | 5           | 2           |  |  |                    |                    |                    |              |              |  |
|  |             | Jan-Lennard Struff | Jan-Lennard Struff | 7           | 6           |  |  | Jan-Lennard Struff | Jan-Lennard Struff | Jan-Lennard Struff | 6            | 6            |  |
|  |             | Radu Albot         | Radu Albot         | 6           | 6           |  |  | Radu Albot         | Radu Albot         | Radu Albot         | 4            | 2            |  |
|  | 10          | Adam Pavlásek      | Adam Pavlásek      | 3           | 2           |  |  |                    |                    |                    |              |              |  |

### Sezione 5
|  | Primo turno | Primo turno         | Primo turno      | Primo turno | Primo turno |  |  | Ultimo turno | Ultimo turno        | Ultimo turno        | Ultimo turno | Ultimo turno |  |
|  |             |                     |                  |             |             |  |  |              |                     |                     |              |              |  |
|  | 5           | Robin Haase         | Robin Haase      | 6           | 6           |  |  |              |                     |                     |              |              |  |
|  | WC          | Tristan Lamasine    | Tristan Lamasine | 4           | 4           |  |  | 5            | Robin Haase         | Robin Haase         | 7            | 6            |  |
|  |             | Nikoloz Basilašvili | 6                | 4           | 6           |  |  |              | Nikoloz Basilašvili | Nikoloz Basilašvili | 5            | 2            |  |
|  | 9           | Íñigo Cervantes     | 0                | 6           | 4           |  |  |              |                     |                     |              |              |  |

### Sezione 6
|  | Primo turno | Primo turno      | Primo turno   | Primo turno | Primo turno |  |  | Ultimo turno | Ultimo turno     | Ultimo turno     | Ultimo turno | Ultimo turno |  |
|  |             |                  |               |             |             |  |  |              |                  |                  |              |              |  |
|  | 6           | Dustin Brown     | Dustin Brown  | 7           | 6           |  |  |              |                  |                  |              |              |  |
|  |             | Damir Džumhur    | Damir Džumhur | 65          | 4           |  |  | 6            | Dustin Brown     | Dustin Brown     | 2            | 69           |  |
|  | WC          | Julien Benneteau | 6             | 4           | 6           |  |  | WC           | Julien Benneteau | Julien Benneteau | 6            | 7            |  |
|  | 12          | Yūichi Sugita    | 1             | 6           | 1           |  |  |              |                  |                  |              |              |  |